# Halvbuske

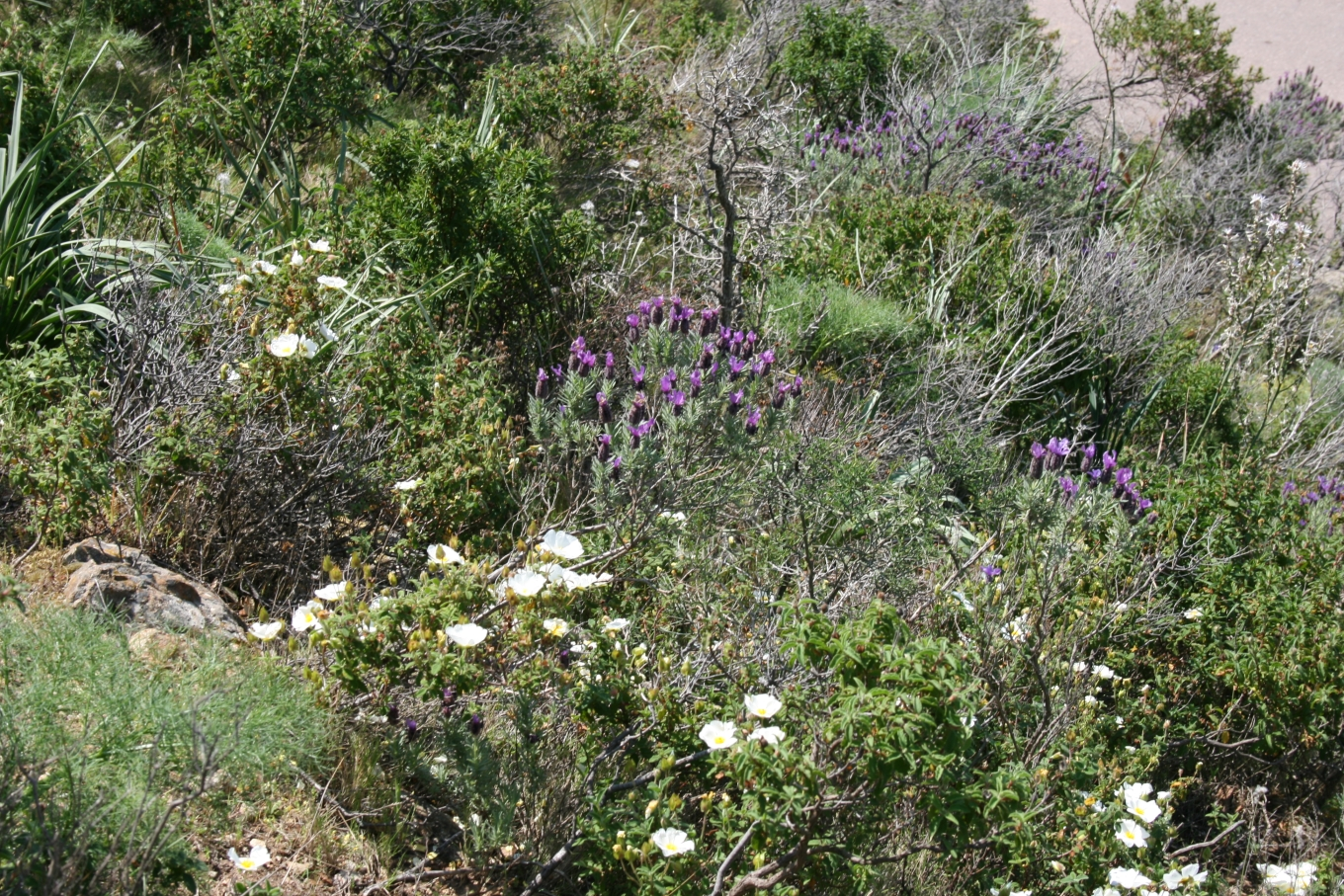
Blommande garrigue, med bland annat halvbusken skärmlavendel.

En halvbuske eller chamaefyt är en flerårig växt, med vedartad nedre del och örtartad övre del som fryser av under vintern. Halvbuskar är ganska låga, under en halv meter och övervintrar med grenar och knoppar ovan jord.
Halvbusken är alltså ett mellanting mellan fleråriga örtväxter och egentliga buskar, med sina övervintrande (överlevande) knoppar på markytan eller strax där ovan. De örtartade delarna dör under vintern, och under hårda vintrar vissnar alla delar ovan jord. På våren växer den antingen från de levande, ovanjordiska skotten eller från de underjordiska delarna. Blommor och frukter bildas oftast på årsskotten.
Begreppet chamaefyt, av grekiskans chamaiʹ, som betyder "på jorden" och phytoʹn, som betyder "växt", är en av livsformerna i det system som 1907 formulerades av dansken Christen Raunkiær.
Exempel på halvbuskar är kråkbär, linnea, fjällglim, gul fetknopp och tjärblomster.